# قطار شبانه لیسبون (فیلم)
قطار شبانه لیسبون (به انگلیسی Night Train to Lisbon) فیلمی محصول سال ۲۰۱۳ در ژانر درام و به کارگردانی بیله آگوست و با بازی جرمی آیرونز است. این فیلم بر اساس رمان قطار شبانه لیسبون توسط پاسکال مرسیه و همچنین نویسندگی جرج لتر و اولریش هرمان ساخته شده‌است، این فیلم در بخش خارج از مسابقه جشنواره برلین در شصت و سومین جشنواره بین‌المللی فیلم برلین به نمایش درآمد.

## خلاصه داستان
داستان فیلم دربارهٔ یک معلم سوئیسی به اسم ریموند گِرِگوریوس است که وقتی کتابی از آمادئو دی پرادو شاعر و پزشک پرتغالی می‌خواند، به یکباره دچار تحول می‌شود و به امید پی بردن به سرنوشت پرادو که علیه آنتونیو دی اُلیویرا سالازاردیکتاتور پرتغال مبارزه می‌کرده، با یک قطار شبانه راهیِ لسیبون می‌شود…